# عین النسر
عین النسر (به عربی: عین النسر) یک منطقهٔ مسکونی در سوریه است که در حمص واقع شده‌است.

## خصوصیات
عین النسر ۶۰۴ نفر جمعیت دارد و ۴۷۲ متر بالاتر از سطح دریا واقع شده‌است.